# Ghelna
Ghelna es un género de arañas araneomorfas de la familia Salticidae. Se encuentra en Norteamérica.   

## Lista de especies
Según The World Spider Catalog 12.5::
- Ghelna barrowsi (Kaston, 1973)
- Ghelna canadensis (Banks, 1897)
- Ghelna castanea (Hentz, 1846)
- Ghelna sexmaculata (Banks, 1895)

## Publication originale
- Maddison, 1996 : Pelegrina Franganillo and other jumping spiders formerly placed in the genus Metaphidippus (Araneae: Salticidae). Bulletin of the Museum of Comparative Zoology, vol.154, n. 4, p.215-368 (texto intégral).